# Antônio Alves, Taxista
Antônio Alves, Taxista  é uma telenovela brasileira produzida pela Ronda Studios e exibida pelo SBT entre 6 de maio e 10 de agosto de 1996, em 82 capítulos, sendo substituída pela mexicana María Mercedes. É uma versão da telenovela argentina Rolando Rivas, taxista (1972), de Alberto Migré, sendo adaptada por Ronaldo Ciambroni, sob a direção de Jorge Montero e direção geral de Marcelo Travesso. Estreada no mesmo dia que outras duas produções da emissora: Colégio Brasil e Razão de Viver.
Conta com Fábio Júnior,  Guilhermina Guinle. Branca Camargo, Rubens Caribé, Eliete Cigarini, Elaine Cristina, Murilo Rosa e Daniela Camargo nos papéis principais.

## Produção
Em 1996, animado com a repercussão que teve com a sequência Éramos Seis, As Pupilas do Senhor Reitor e Sangue do Meu Sangue, Sílvio Santos decidiu abrir mais dois horários para novelas inéditas, encomendando três obras para estrearem no mesmo dia: Colégio Brasil às 18:30, Razão de Viver às 20:50 – dando sequência na faixa já consolidada – e uma terceira para as 20:00. Descontente com as sinopses inéditas recebidas, Nilton Travesso, na época diretor de teledramaturgia do SBT, optou por produzir uma versão da argentina Rolando Rivas, taxista, escrita por Alberto Migré em 1972. Teve o título provisório de Fica Comigo até ser batizada como Antônio Alves, Taxista. Algumas atualizações foram realizadas no texto para incluir temas contemporâneos da época, como violência doméstica e AIDS.
Para abater os custos, o SBT terceirizou a produção para empresa argentina Ronda Studios e o elenco viajou para Buenos Aires gravar a novela, tendo ainda cenas iniciais gravadas em São Paulo e Florianópolis. As gravações iniciaram em março de 1996.

### Escolha do elenco
Sílvio Santos ofereceu um salário de R$ 1 milhão por mês para convencer Sônia Braga a aceitar interpretar a antagonista Odile após 16 anos desde sua última novela, Chega Mais (1980), quando ela se mudou para os Estados Unidos dedicar-se exclusivamente a filmes em Hollywood. A atriz alegou aceitar o convite após assistir alguns capítulos de Éramos Seis e se surpreender com a boa produção. No entanto, após gravar as primeiras cenas, Sônia rompeu o contrato e desistiu da novela, alegando que o texto era de péssima qualidade e a produção de baixo orçamento, não se parecendo em nada com o que ela tinha visto em Éramos Seis e que o alto salário não pagaria os prejuízos que a obra causaria em sua imagem. Branca Camargo ocupou seu papel, que mudou de nome para Claudine.
Letícia Sabatella foi convidada para interpretar a protagonista Mônica após a boa repercussão em Irmãos Coragem, na Rede Globo, mas recusou. Fábio Júnior aceitou protagonizar a história tanto como forma de homenagem a seu pai, que era taxista, quanto pela oportunidade de contracenar com sua esposa, Guilhermina Guinle, a qual ele condicionou interpretar Mônica para que ele aceitasse a novela. 
Para isso, Fábio recusou o protagonista de O Fim do Mundo, na Globo.

## Enredo
Antônio Alves (Fábio Júnior) é um rapaz humilde que, desde a morte dos pais, trabalha como taxista para sustentar os quatro irmãos: Amélia (Elaine Cristina), Henrique (Murilo Rosa), Júnior (Vinícius Ventura) e Zezé (Gabriela Foganholi). Ao mudar-se para São Paulo, Antônio começa a namorar a inocente Tereza (Eliete Cigarini), cujo pai dela Décio (Antônio Abujamra) é contra e passa a atazanar sua vida. Ele, porém, acaba dividido quando também conhece Mônica (Guilhermina Guinle), moça rica e solitária, que tem no mordomo Ari (Edney Giovenazzi) a única referência de família e namora o obsessivo playboy Eric (André Chiarelli). Os problemas começam quando o pai dela, Humberto (Paulo Figueiredo), retorna da Europa casado com a jovem Claudine (Branca Camargo), que teve um romance com Antônio no passado e se torna obcecada em reconquista-lo, unindo-se ao ex de Mônica, Marcelo (Rubens Caribé).
Os irmãos de Antônio também tem seus conflitos: Júnior não consegue emprego por não ter terminado a escola; Henrique e a namorada mau-caráter Matilde (Daniela Camargo) vivem dando golpes e praticando roubos; já Amélia se anulou a vida toda para cuidar dos irmãos e nunca casou. Ainda há Marina (Rosaly Papadopol), taxista que enfrenta o machismo dos homens da profissão, Devanildo (Serafim Gonzalez), o conselheiro de Antônio, Eliseu (Rodrigo Faro) e Priscila (Andréa Richa, amigos de Mônica que vivem tendo o namoro interferido por ela, e Laura (Marcela Altberg), prima de ricaça que descobre ter HIV.

## Elenco
| Ator                  | Personagem                  |
| --------------------- | --------------------------- |
| Fábio Júnior          | Antônio Alves (Tony)        |
| Guilhermina Guinle    | Mônica Dantas Silveira      |
| Branca Camargo        | Claudine Vega / Aitana      |
| Rubens Caribé         | Marcelo Monteiro            |
| Eliete Cigarini       | Tereza Alencar              |
| Elaine Cristina       | Amélia Alves                |
| Murilo Rosa           | Henrique Alves (Rique)      |
| Daniela Camargo       | Matilde Pereira             |
| André Chiarelli       | Eric Araújo                 |
| Paulo Figueiredo      | Humberto Dantas Silveira    |
| Edney Giovenazzi      | Ari                         |
| Serafim Gonzalez      | Devanildo                   |
| Antônio Abujamra      | Décio Alencar               |
| Rosaly Papadopol      | Marina                      |
| Rodrigo Faro          | Eliseu                      |
| Andréa Richa          | Priscila                    |
| Marcela Altberg       | Laura Dantas Silveira       |
| Vinícius Ventura      | Paulo Alves Júnior (Júnior) |
| Vanessa Alves         | Renata                      |
| Débora Olivieri       | Dora                        |
| Paulo Celestino Filho | Mauro                       |
| Cláudia Santos        | Natália                     |
| Carlos Mena           | Graciliano                  |
| Rudy Carrie           | Gringo                      |
| Edson Montenegro      | Raimundo                    |
| Gabriela Foganholi    | Maria José Alves (Zezé)     |

### Participações especiais
| Ator             | Personagem |
| ---------------- | ---------- |
| Adriane Galisteu | Ela mesma  |

## Exibição
O primeiro capítulo de Antônio Alves, Taxista foi ao ar em 6 de maio de 1996 pelo Sistema Brasileiro de Televisão, simultaneamente com outras produções da emissora: Colégio Brasil e Razão de Viver, substituindo Sangue do Meu Sangue. Devido a improvisos e atrasos, a novela, que estava prevista para estrear em 22 de abril, só se iniciou duas semanas depois. Transmitida de segunda a sábado, ocupou o horário das 20h, sendo reprisada no mesmo dia às 21h30min. O fim da obra não foi estendido, devido à saída da protagonista na produção, tendo seu último capítulo transmitido em 10 de agosto de 1996, totalizando 82 episódios.
A partir de 17 de maio de 1996, a telenovela começou a ser exibida das 20h às 20h30min — anteriormente, era das 20h às 20h45min — e deixou de ser reprisada às 21h30min, devido à estreia do Programa Livre, apresentado por Serginho Groisman, no horário.

## Música
O tema de abertura da novela, "Se Quiser", é interpretado pelo ator e cantor que interpretou a personagem principal, Fábio Júnior. A trilha sonora, com produção da SBT Music e lançamento da Building Records, conta ainda com cantores como Gal Costa, por "Lindeza" e Chico Buarque em "Joana Francesa". A banda de pagode Só pra Contrariar gravou "Tão Só".
| N.º | Título              | Música            | Duração |  |
| 1.  | "Defesa"            | Fábio Júnior      |         |  |
| 2.  | "Armadilhas"        | Joanna            |         |  |
| 3.  | "Tão Só"            | Só pra Contrariar |         |  |
| 4.  | "Lindeza"           | Gal Costa         |         |  |
| 5.  | "Fica Comigo"       | Afonso Nigro      |         |  |
| 6.  | "Chão de Giz"       | Orquestra Virtual |         |  |
| 7.  | "Se Quiser"         | Fábio Júnior      |         |  |
| 8.  | "O Amor Riu de Mim" | Fagner            |         |  |
| 9.  | "Volta ao Mundo"    | Orquestra Virtual |         |  |
| 10. | "Joana Francesa"    | Chico Buarque     |         |  |
| 11. | "Imenso Amor"       | Ezequias          |         |  |
| 12. | "Sucedeu Assim"     | Tom Jobim         |         |  |
| 13. | "Navegar"           | Fábio Júnior      |         |  |

## Lançamento e repercussão

### Audiência
Luciano Callegari, superintendente artístico do SBT na época, disse que esperava que a presença de Fábio Júnior fizesse a novela atingir entre 15 e 20 pontos. O primeiro capítulo marcou 13 pontos, mas logo no fim da primeira semana já marcava apenas 7 pontos, chegando a 4 pontos em 2 de agosto. Devido a queda de audiência gradativa e às críticas, Fábio Júnior pediu para deixar a novela, que foi encurtada de 150 para 82 capítulos e saiu do ar com uma média de 8 pontos.

### Avaliação em retrospecto
Antes da exibição da telenovela, o jornalista Daniel Bramatti fez uma reportagem para a Folha de S.Paulo destacando erros em Antônio Alves, Taxista: "um erro acontece, por exemplo, quando um artista aparece vestido de modo diferente em cenas subsequentes, sem que a troca de roupa esteja no roteiro". Ainda, ressaltou que há erros grosseiros de ortografia no roteiro e inúmeros clichês da década de 1960, os quais "irritaram Sônia Braga que rescindiu seu contrato". João Luiz de Albuquerque, do Jornal do Brasil, comentou acerca do primeiro capítulo: "como um programa da Regina Casé, o clipe [de abertura] indica que [a telenovela] vai ficar o tempo todo em cima [de Fábio Júnior]". Em 1997, a equipe da Folha deu a Antônio Alves, Taxista o Troféu Santa Clara como pior programa do ano anterior.
Rose Esquenazi, jornalista do Jornal do Brasil, criticou negativamente a produção da telenovela: "que os argentinos não nos ouçam, mas eles não sabem contar bem uma história [...] eles sabem que precisam usar vários recursos para seduzir o público, e não só uma cara bonita (e um tanto cheio de plásticas) para ganhar muitos pontos no Ibope. O público é exigente e tem anos de estrada. As novelas já estão no sangue, e não vai ser qualquer folhetim que vai tirar o dedo do controle remoto". Luiz Zanin Oricchio, do Estado de S. Paulo, acrescentou que "há uma infeliz coerência na concepção da novela. A trama é antiquada e os diálogos cheiram a mofo; essa parte, digamos assim, literária, tem sua completa tradução na técnica de gravação usada, pelos estúdios argentinos; os enquadramentos de câmera são convencionais, burocráticos mesmo; a iluminação é precária, como se a produção quisesse fazer economia de refletores. Tudo isso reforça o ar antigo daquilo que se vê na telinha."